# Heinrich Lauer
Heinrich Lauer (n. 1934, Săcălaz, județul Timiș – d. 14 aprilie 2010, München, Germania) a fost un publicist și scriitor de limba germană, șvab originar din Banat.

## Viața
În 1944, familia sa s-a refugiat la Viena, de unde, în cadrul programului Kinderlandverschickung (de trimitere a copiilor la țară, spre a-i feri de bombardamentele din orașe) al Germaniei naziste, el a fost trimis la Praga. După o serie de experiențe traumatice, familia s-a întors în 1946 în Banat.
Lauer a urmat școala profesională din Timișoara (1949–1951). Ca muncitor calificat a absolvit la seral liceul din Timișoara și a dat în 1954 examenul de bacalaureat la liceul Nikolaus-Lenau. Între 1954 și 1956 a studiat geografie și biologie, iar între 1956 și 1961 a studiat germanistică la București, trecând examenul de stat în 1961.
Soția sa, Ilse Lauer născută Brandsch, se trăgea dintr-o familie de sași, fiind rudă cu Rudolf Brandsch.
Lauer a lucrat din 1953 la cotidianul de limbă germană Neuer Weg (Drum nou), pe care a trebuit să-l părăsească în 1974 datorită opiniilor sale. Din 1974 a lucrat drept corector la publicația Volk und Kultur (Popor și cultură), iar din  1977 la publicația Neue Literatur (Literatură nouă).
În anul 1980 a emigrat în Republica Federală Germania și s-a stabilit la München. Acolo a lucrat, mai bine de 10 ani, ca redactor la publicația „Schöne Welt” (Lume frumoasă) a căilor ferate germane, unde a publicat reportaje de călătorie.
Ulterior a lucrat ca jurnalist la ziarele Süddeutsche Zeitung, Frankfurter Allgemeine Zeitung, Die Zeit.
În 1997 a fost decorat cu Premiul Cultural al Șvabilor Dunăreni (Donauschwäbischer Kulturpreis) pentru opera sa.

## Scrieri
- Das große Tilltappenfangen und andere Schwabenstreiche, Jugendverlag, Bukarest, 1967 [6]
- Der Sonne nach. Banater durchreisen, entdecken, erleben die Welt (autori Heinrich Lauer, Nikolaus Berwanger, Ludwig Schwarz). Editura Kriterion, București, 1974
- Ein Trojanisches Pferd gesucht (1974)
- Nahaufnahme (1978).
- Kleiner Schwab – großer Krieg (Roman; Das Schicksal eines Banater Schwaben), Wort und Welt Verlag, Innsbruck, 1987; Ullstein Verlag, Frankfurt am Main, 1993
- Kleiner Banater Lesebogen in Wort, Bild und Zahl (Sepp Schmidt; Heinrich Lauer; Franz Dürrbeck), München, 1982., ISBN 3922587224 (Veröffentlichung der Landsmannschaft der Banater Schwaben aus Rumänien in Deutschland)
- Vorsicht, Adjektive (rumäniendeutsche Grenzgänge : Reportagen, Essays, Porträts und ein Interview), Verlag Südostdeutsches Kulturwerk, München, 2000[7]
- L’Enfant de Timisoara, traducere în franceză de Raymond Differdange a romanului Kleiner Schwab – großer Krieg[8]